# فلوريد النيوبيوم الخماسي
فلوريد النيوبيوم الخماسي (أو خماسي فلوريد النيوبيوم) هو مركب كيميائي لاعضوي صيغته NbF5، ويوجد على هيئة صلب بلوري عديم اللون.

## التحضير
يحضر هذا المركب من التفاعل بين كلوريد النيوبيوم الخماسي وحمض الهيدروفلوريك:
{\displaystyle {\ce {NbCl5 + 5 HF -> NbF5 + 2 HCl}}}
أو من التفاعل المباشر بين عنصري النيوبيوم والفلور:
{\displaystyle {\ce {2 Nb + 5 F2 -> 2NbF5}}}
أو من التفاعل بين فلوريد القصدير الثنائي مع عنصر النيوبيوم في جو من غاز النتروجين عند درجات حرارة بين 400-500 °س.:
{\displaystyle {\ce {5 SnF2 + 2 Nb -> 5Sn + 2 NbF5}}}

## الخواص
يوجد المركب في الشروط القياسية على هيئة مسحوق بلوري عديم اللون. يتفاعل هذا المركب مع فلوريد الهيدروجين لينتج H2NbF7، وهو حمض فائق.
تتكون بنية هذا المركب من رباعيات وحدات متصلة مع بعضها البعض.